# 貝爾登 (密西西比州)
貝爾登（英語：Belden）是位於美國密西西比州李縣的非建制地區。當地於1900年時約有350人。

## 地理
貝爾登所處的海拔為高於海平面105米（即344英呎），而該地所採用的時區為UTC-6，即北美中部時區（CST）。同時該地設有夏令時間，為UTC-6調快一小時，即UTC-5（CDT）。